# Brucepattersonius
Brucepattersonius is een recent beschreven geslacht van Zuid-Amerikaanse knaagdieren uit de tribus Akodontini. Er zijn 4 soorten, die voorkomen in Zuid-Brazilië en Noordoost-Argentinië. Hershkovitz (1998) beschreef 4 nieuwe soorten uit Brazilië in het geslacht en plaatste ook Oxymycterus iheringi in het geslacht. Uit later genetisch onderzoek bleek dat B. albinasus Hershkovitz in feite dezelfde soort was als B. griserufescens. Later beschreven Braun & Mares (2000) drie nieuwe soorten uit de Argentijnse provincie Misiones, die allemaal van slechts één exemplaar bekend zijn. Deze drie soorten bleken later synoniemen te zijn voor Brucepattersonius iheringi.

## Etymologie
Het geslacht is vernoemd naar Bruce D. Patterson.

## Soorten
Het geslacht omvat de volgende soorten:
- Brucepattersonius griserufescens Hershkovitz, 1998 (Caparao Nationaal Park, Minas Gerais Brazilië)
- Brucepattersonius iheringi (Thomas, 1896) (Rio Grande do Sul en Parana, Brazilië)
- Brucepattersonius nebulosus de Abreu-Júnior et al., 2019 (Zuidoost-Brazilië)
- Brucepattersonius soricinus Hershkovitz, 1998 (São Paulo, Brazilië)

Akodon · Bibimys · Blarinomys · Brucepattersonius · Castoria · Dankomys† · Deltamys · Gyldenstolpia · Juscelinomys · Kunsia · Lenoxus · Necromys · Oxymycterus · Podoxymys · Scapteromys · Thalpomys · Thaptomys